# うっちゃり宣言
うっちゃり宣言（ -せんげん）は、テレビ静岡で2006年7月5日から同年11月29日まで毎週水曜日24:35 - 25:05に放送されたテレビ番組である。全22回。プロダクション人力舎枠。

## 概要
お笑いトリオの東京03が、人力舎の先輩や後輩を巻き込み、自分たちを売り出そうという企画番組である。
東京03が、ターゲットとなったゲストに、ゲストの特技で勝負を挑む。
勝った場合には「うっちゃり成功」となり、負けたゲストは、以降テレビなどで特技を披露する場合、必ず「東京03の方がすごいですが～」と言わなければいけないという約束をする。
「うっちゃり失敗」の場合は、ゲストに謝罪・土下座し、1日言うことを聞く。
勝負には、ゴルフ（北陽・虻川）やナインボール（おぎやはぎ・小木）など平和なものから、肉弾戦のボクシング（アンジャッシュ・児嶋）、その他にむちゃぶり（アンジャッシュ・渡部）やオタク勝負（ドランクドラゴン・塚地）など、様々なジャンルで行われた。

## 出演
メイン東京03
ゲストアンジャッシュ、おぎやはぎ、アンタッチャブル、北陽、ドランクドラゴン、キングオブコメディ、ぶっちゃあ（ブッチャーブラザーズ）

## DVD
- うっちゃり宣言 人力舎オールスターズ十番勝負 〜出る杭は叩きのめす!〜